# Nordische Skiweltmeisterschaften 1927/Teilnehmer (Deutschland)
| Goldmedaillen | Silbermedaillen | Bronzemedaillen |
| ------------- | --------------- | --------------- |
| —             | —               | 1               |

Das Deutsche Reich nahm bei den Nordischen Skiweltmeisterschaften 1927 in Cortina d’Ampezzo mit einer Delegation von 10 Athleten teil.
Mannschaftsführer war der altgediente Münchner Skisportler Karl Hailer.
Das Gros der Sportler stellte mit sieben Mann der Bayerische Skiverband, dazu kamen Recknagel aus Thüringen und zwei Aktive des Österreichischen Skiverbandes.
Da der ÖSV aus dem Internationalen Skiverband ausgeschieden war, übernahm der Deutsche Skiverband die Anmeldung zweier vom ÖSV ausgesuchter Athleten für die Weltmeisterschaften. Da die nationalen Verbände allerdings nur ihre unmittelbaren Staatsangehörigen melden durften, wurde auf Antrag des Veranstalterlandes Italiens im Sinne des Sportes eine Ausnahme gemacht damit die beiden Österreicher Rudolf Neyer und Hugo Hörtnagl starten durften. Ihre Ergebnisse zählen allerdings offiziell für den deutschen Skiverband.

## Die Teilnehmer und ihre Ergebnisse
| Sportler         | Verein                       | Skilanglauf 18 km | Skilanglauf 50 km | Skispringen K-50 | Nordische Kombination |
| ---------------- | ---------------------------- | ----------------- | ----------------- | ---------------- | --------------------- |
| Karl Hannemann   | München                      | 42.               | 24.               | -                | -                     |
| Hugo Hörtnagl    | Skiklub Innsbruck (AUT)      | 14.               | –                 | 11.              | 5.                    |
| Ernst Huber      | MSV oder Hoch Empor München  | 6.                | 8.                | -                | -                     |
| Gustav Müller    | Skiclub Bayrischzell         | 5.                | –                 | 27.              | 11.                   |
| Rudolf Neyer     | Ski-Club Bregenz (AUT)       | 36.               | –                 | 8.               | 17.                   |
| Erich Recknagel  | WSV Oberschönau              | 37.               | -                 | 9.               | 20.                   |
| Viktor Schneider | SV München                   | 3.                | –                 | -                | 19.                   |
| Johann Schult    | Münchner SV                  | -                 | –                 | 36.              | -                     |
| Emil Solleder    | Ski-Club Arlberg (AUT)       | 13.               | –                 | -                | -                     |
| Hans Theato      | Alpinklub Hoch Empor München | 15.               | 5.                | -                | -                     |

Anmerkung: Hugo Hörtnagel wird fast ausschließlich in dieser Schreibweise genannt. Nur vereinzelt findet sich auch die Namensschreibweise Hörtnagl wie z. B. in der Chronik der Innsbrucker Skiläufervereinigung.